# حمزيان عليا
حمزيان عليا (بالفارسية: حمزیان علیا) هي قرية تقع في أذربيجان الغربية في إيران. يقدر عدد سكانها بـ 91 نسمة بحسب إحصاء 2016.